# MRNA-cap-Methyltransferase
Die mRNA-cap-Methyltransferase (MT) (Gen-Name: RNMT) ist das Enzym im Zellkern von Tieren, das die Anbringung einer 5'-Cap-Struktur an frisch synthetisierte mRNA katalysiert. Die Reaktion ist wichtig für den Schutz und die weitere Verarbeitung der mRNA. Das Enzym ist Teil des Capping-Komplexes, der sich nach Auseinanderfallen des Präinitiationskomplexes zu Beginn der Transkription in Eukaryoten bildet. Beim Menschen ist das Enzym in allen Gewebetypen anzutreffen.